# Whoopi Goldberg
Caryn Elaine Johnson (Nueva York, 13 de noviembre de 1955), más conocida por su seudónimo Whoopi Goldberg, es una actriz, comediante, productora, guionista, presentadora de televisión, cantante y escritora estadounidense. También ha dedicado parte de su vida al activismo político. 
Su primer trabajo relevante fue como protagonista del espectáculo unipersonal Whoopi Goldberg (1984-85), presentado en Broadway. Sus trabajos más notables los realizó en las películas The Color Purple (1985), Ghost (1991), Sister Act (1992), Sister Act 2 (1993), El rey león (1994), The Associate (1996) y Girl, Interrupted (1999). 
Por su interpretación de Celie Johnson en The Color Purple, dirigida por Steven Spielberg, Goldberg ganó el Globo de oro a la mejor actriz de drama en 1986  y el premio Image en la categoría de mejor actriz en 1988; también estuvo nominada para el Óscar en 1986.
Whoopi Goldberg es una de las pocas personas en el mundo en ganar los cuatro premios más importantes de la industria del entretenimiento de los Estados Unidos, lo que se conoce con el acrónimo EGOT (Emmy, Grammy, Óscar y Tony).
Desde el 4 de septiembre de 2007, la actriz presenta junto a Barbara Walters el programa matutino de entrevistas The View en la cadena estadounidense ABC, por el que ganó el premio Daytime Emmy a la mejor presentadora de programas de entrevistas. Ha presentado la ceremonia de los Premios Óscar en cuatro ocasiones.

## Carrera

### Primeros trabajos
Goldberg debuta en el cine en el año 1981, interpretando un pequeño papel en la película independiente Citizen: I'm Not Losing My Mind, I'm Giving It Away, por la que no obtiene ningún reconocimiento. Después, actúa en la obra teatral The Spook Show, en San Francisco, un espectáculo unipersonal en el que realiza varios monólogos humorísticos, caracterizándose de manera diferente para cada uno de ellos. Con The Spook Show logra llamar la atención de Mike Nichols, quien le propone llevar esta obra a Broadway bajo el nombre de Whoopi Goldberg. Allí tiene un gran éxito de crítica y público, donde se mantiene en cartel desde el 24 de octubre de 1984 hasta el 10 de marzo de 1985, con un total de 156 representaciones. 
Su actuación en el teatro atrae la atención del cineasta Steven Spielberg, quien la contrata para protagonizar la película El color púrpura (1985), adaptación cinematográfica de la novela homónima. El drama obtiene gran éxito de crítica y público. En 1986, gracias a esta película, Goldberg consigue su primera candidatura al premio Óscar en la categoría de mejor actriz. Además, gana su primer Globo de Oro, en la categoría de mejor actriz de drama. En ese mismo año, protagoniza la comedia Jumpin' Jack Flash, dirigida por Penny Marshall. Allí trabaja junto a Stephen Collins, Carol Kane, John Wood y Annie Potts. La película está inspirada en la canción del mismo nombre de Los Rolling Stones, tema musical incluido en la banda sonora. El filme recibe gran aceptación de la crítica cinematográfica y en la taquilla logra recaudar 29 millones de dólares.
En 1987, participa en el segundo episodio de la serie de variedades The Dolly Show, programa televisivo presentado y producido por la cantante Dolly Parton. En ese mismo año protagoniza la comedia Burglar, dirigida por Hugh Wilson. Goldberg hizo el papel de "Bernice Rhodenbarr", una antigua asaltante de bancos que vuelve a delinquir luego de que un corrupto oficial de policía se lo pide. La película es una adaptación de la novela The Burglar in The Closet de Lawrence Block, publicada en 1978. Después, participa en la película de acción Fatal Beauty (1987), donde interpreta a la detective Rita Rizzoli, y en el drama Clara's Heart (1988), película basada en la novela homónima de Joseph Olshan. Desde 1988 hasta 1993, aparece frecuentemente en la serie televisiva Star Trek: The Next Generation interpretando a "Guinan".

### Años 1990

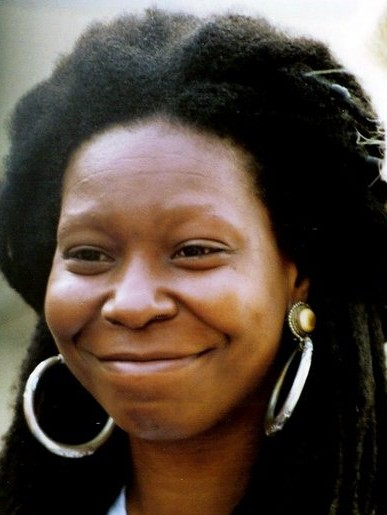
Goldberg en el Festival Internacional de Cine de Cannes (1992).

Goldberg comenzó la nueva década con un repunte en su carrera gracias a su participación en la película Ghost, estrenada en 1990, dirigida por Jerry Zucker y protagonizada por Demi Moore y Patrick Swayze. Allí su papel fue el de Oda Mae Brown, una falsa médium que estafa a creyentes en la vida del más allá. Sin saber que tiene el don de comunicarse con los muertos, entra en contacto con un fantasma. Por su trabajo, obtuvo el Oscar a la mejor actriz de reparto, además de muchos otros galardones como el Globo de oro y el BAFTA. Por su parte, Ghost consiguió tener un gran éxito de crítica y público, y fue catalogada como una de las «películas del año». 
Goldberg fue elegida para la sitcom producida por la cadena CBS durante 1990-91, Bagdad Cafe, en el rol de Brenda. Jean Stapleton recreó a Jasmine Zweibel, mientras que James Gammon y Monica Calhoun interpretaron a Rudy y Debbie, respectivamente. Goldberg apareció como la Dra. Jordan en el episodio «If I Should Die Before I Wake» de la serie de comedia A Different World, emitido el 11 de abril de 1991. Un año después, en 1992, volvió a la televisión para presentar un programa de entrevistas diario, llamado The Whoopi Goldberg Show, que se mantuvo al aire durante una temporada.
En 1992, Goldberg interpreta el rol de "Deloris Van Cartier" en la comedia Sister Act. En el papel, representa a una cantante de cabaret que se esconde en un convento para escapar de la mafia, y crea allí un coro. La película recibe muy buenos elogios por parte de los críticos y en la taquilla recauda más de $100 millones de dólares. Al año siguiente, es nominada al Globo de Oro como mejor actriz de comedia o musical. Gracias al éxito de esta comedia, se realiza una secuela titulada Sister Act 2: de vuelta al convento. 
En 1993, la actriz regresa a la televisión para presentar su propio programa nocturno de entrevistas, el Woophi Goldberg Show, el cual solo estuvo al aire durante una temporada debido a sus bajos índices de audiencia. En 1994, se convierte en la primera mujer de origen afroamericano en ser maestra de ceremonia de los premios Óscar. La cual volvería a dirigir en las ediciones de 1996, 1999 y 2002. Ese mismo año, interpreta la voz de "Shenzy", una hiena, para la exitosa película de animación de Disney El rey león. 
Protagoniza la película fantástica Bogus (1996), donde trabaja junto a Gérard Depardieu y Haley Joel Osment. La película recibe críticas malas y comercialmente no le va bien. También en 1996, aparece en la comedia The Associate, donde comparte escena con Dianne Wiest y Eli Wallach. La película recibe malas reseñas, aunque los críticos elogiaron la interpretación de Goldberg. Peter Stack, de San Francisco Chronicle, comentó: "El papel de Goldberg es divertido y logrado, aunque posee algunas fallas interpretativas. Pese a eso, logra que la película tenga sus momentos cómicos". En 1998, puso su voz a personajes secundarios de las películas animadas Rudolph the Red-Nosed Reindeer: The Movie Stormella y The Rugrats Movie. 
A finales de la década de 1990, Goldberg acepta encarnar el papel de la enfermera "Valerie Owens" en Inocencia interrumpida (1999), película basada en un suceso de la vida real, que relata la vida de "Susanna Kaysen", interpretada por Winona Ryder. Ese año participa en la película de televisión Alicia en el país de las maravillas, adaptación de la obra literaria del mismo nombre. El reparto incluye a los actores Ben Kingsley, Christopher Lloyd, Peter Ustinov, Robbie Coltrane y Miranda Richardson. También realiza una breve aparición a modo de cameo en el telefilme Jackie's Back!, junto a otras actrices como Liza Minnelli, Rosie O'Donnell, Dolly Parton, Bette Midler y Kathy Griffin.

### Años 2000

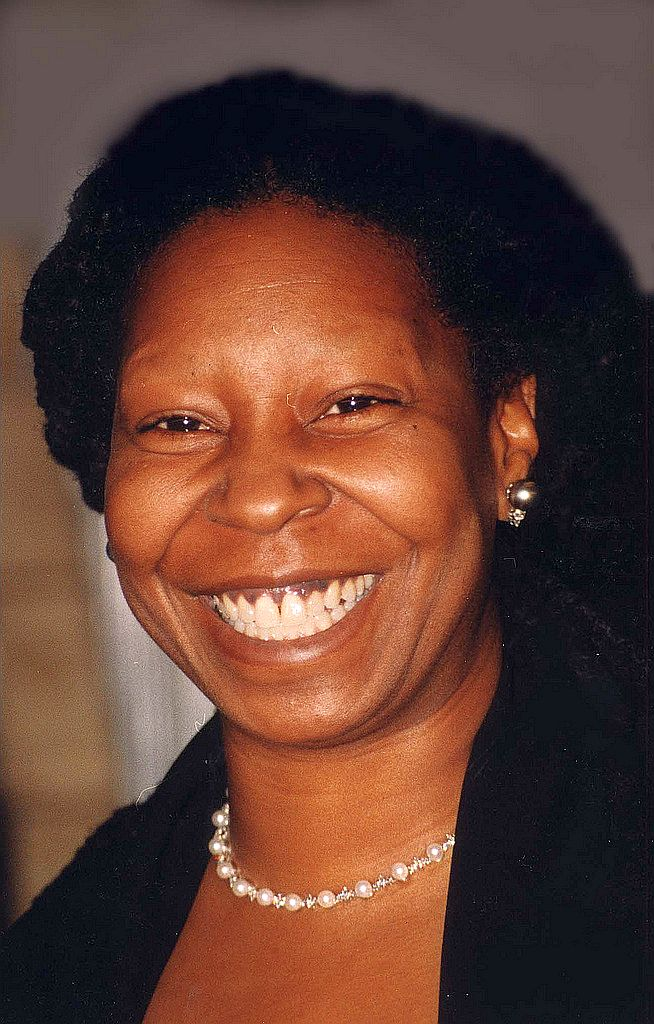
Goldberg en 1998.

En 1999, Goldberg obtuvo un premio OFTA como «mejor presentadora de un especial de música, comedia o variedades» por su labor como maestra de ceremonia de la 71.ª entrega de los premios Óscar. Dicho trabajo también le brindó una nominación en los premios American Comedy de 2000, en el rubro de «artista más divertida en un especial de televisión», pero fue vencida por Kathy Bates y su actuación en el telefilme Annie. 
Posteriormente, asumió los estelares en las cintas Kingdom Come y Rat Race (ambas de 2001). En la primera, dirigida por Doug McHenry e inspirada en la obra de teatro Dearly Departed, interpreta a Raynelle Slocumb, una mujer de campo cuyo marido muere a causa de un derrame cerebral. Tras su estreno, recaudó cerca de 23 millones USD a nivel mundial; el especialista Stephen Holden del periódico The New York Times mencionó en su crítica: «Goldberg otorga una de sus actuaciones más moderadas con una mixtura su sabiduría con su sonrisa de Mona Lisa». Por su interpretación fue nominada al premio NAACP Image como «mejor actriz».
Por otra parte, en Rat Race, dirigida por Jerry Zucker, personifica a Vera Baker, la supersticiosa madre de la empresaria Merrill Jennings (interpretada por Lanai Chapman); la película recibió reseñas mixtas de la crítica. Recaudó un total de 85 millones USD a nivel mundial, casi duplicando el presupuesto estimado en 48 millones USD. Cabe señalarse que el 86% de sus ganancias fue proveniente de otros países distintos a Estados Unidos. A pesar de los anteriores éxitos de taquilla en los que se involucró la actriz, para mediados de la década su carrera comenzó a caer en otra depresión debido a que las siguientes películas en que participó fueron criticadas negativamente, como por ejemplo Star Trek: Nemesis, Blizzard y P3K: Pinocho 3000.
El 25 de marzo de 2007, la actriz participa en el festejo del cumpleaños número 60 del cantante Elton John, celebrado en el Madison Square Garden. 
En 2008, participa en la película de televisión A Muppets Christmas: Letters to Santa, donde hace el papel de una taxista. En ese mismo año, realiza una participación especial en la serie televisiva de Nickelodeon The Naked Brothers Band. En febrero de 2008, la actriz anuncia en The View que a partir del 29 de julio hasta el 7 de septiembre de ese año integraría el elenco del musical de Broadway Xanadu, encarnando un rol secundario.

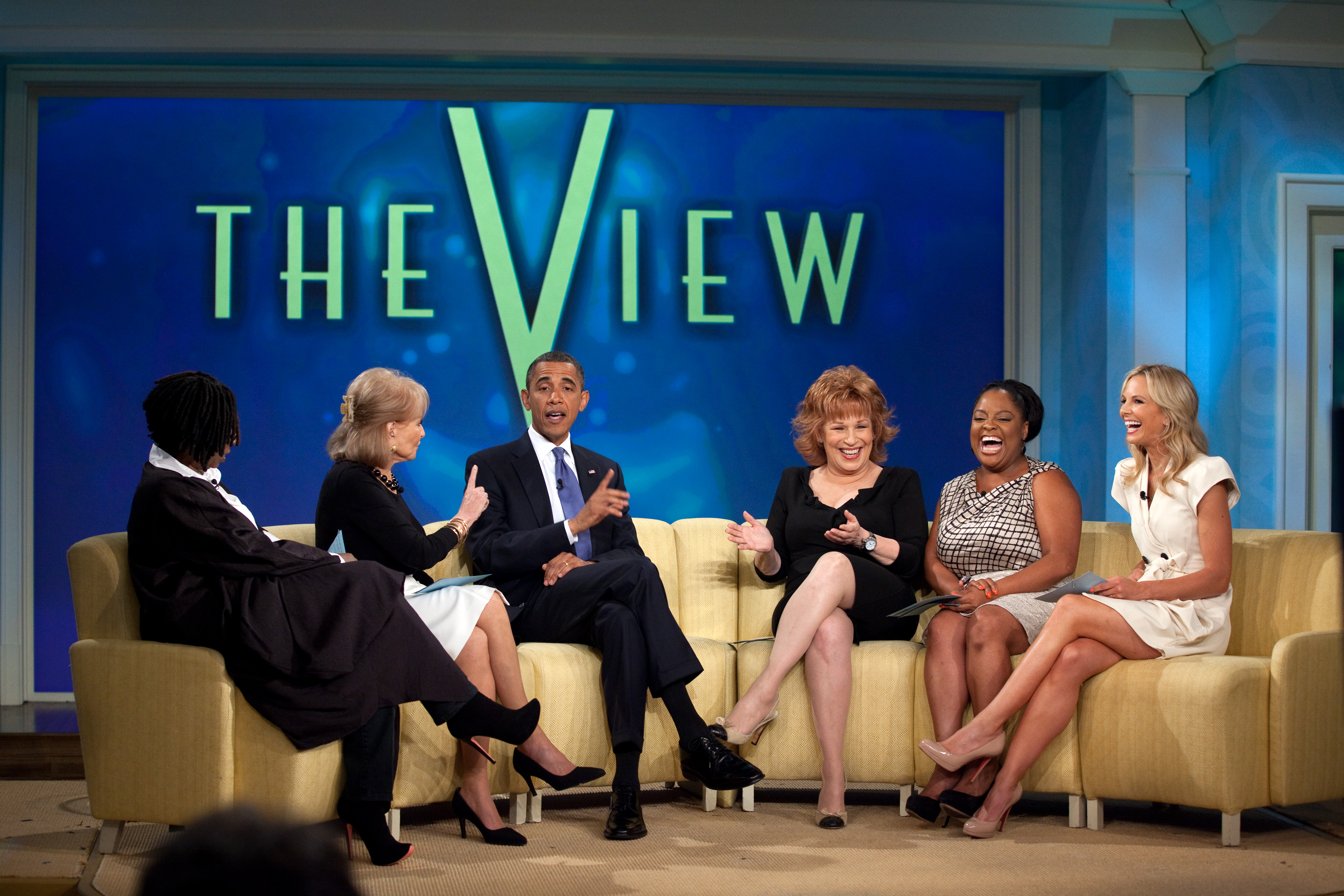
De izquierda a derecha: Goldberg, Barbara Walters, Barack Obama, Joy Behar, Sherri Shepherd y Elisabeth Hasselbeck. Entrevista a Obama en The View en julio de 2010.

En 2007, Goldberg fue seleccionada por la cadena estadounidense ABC para reemplazar a Rosie O'Donnell como copresentadora del programa matutino de conversación The View (1997-presente). Allí discute sobre diversos temas de la actualidad y realiza junto a sus compañeras, Barbara Walters, Joy Behar, Elisabeth Hasselbeck y Sherri Shepherd, entrevistas a celebridades, deportistas y políticos. Desde su debut, el programa ha ido incrementando de manera consistente su audiencia y ha recibido críticas muy positivas de muchas fuentes. En 2009, Goldberg gana por primera vez el premio Daytime Emmy por "Mejor presentadora de un Talk-show".
El 29 de julio de 2009, el Presidente de los Estados Unidos Barack Obama aparece como invitado especial en el programa. La entrevista que le realizan allí las presentadoras es seguida por más de seis millones y medio de televidentes, logrando convertirse en la emisión con mayor audiencia a lo largo de sus más de diez temporadas.

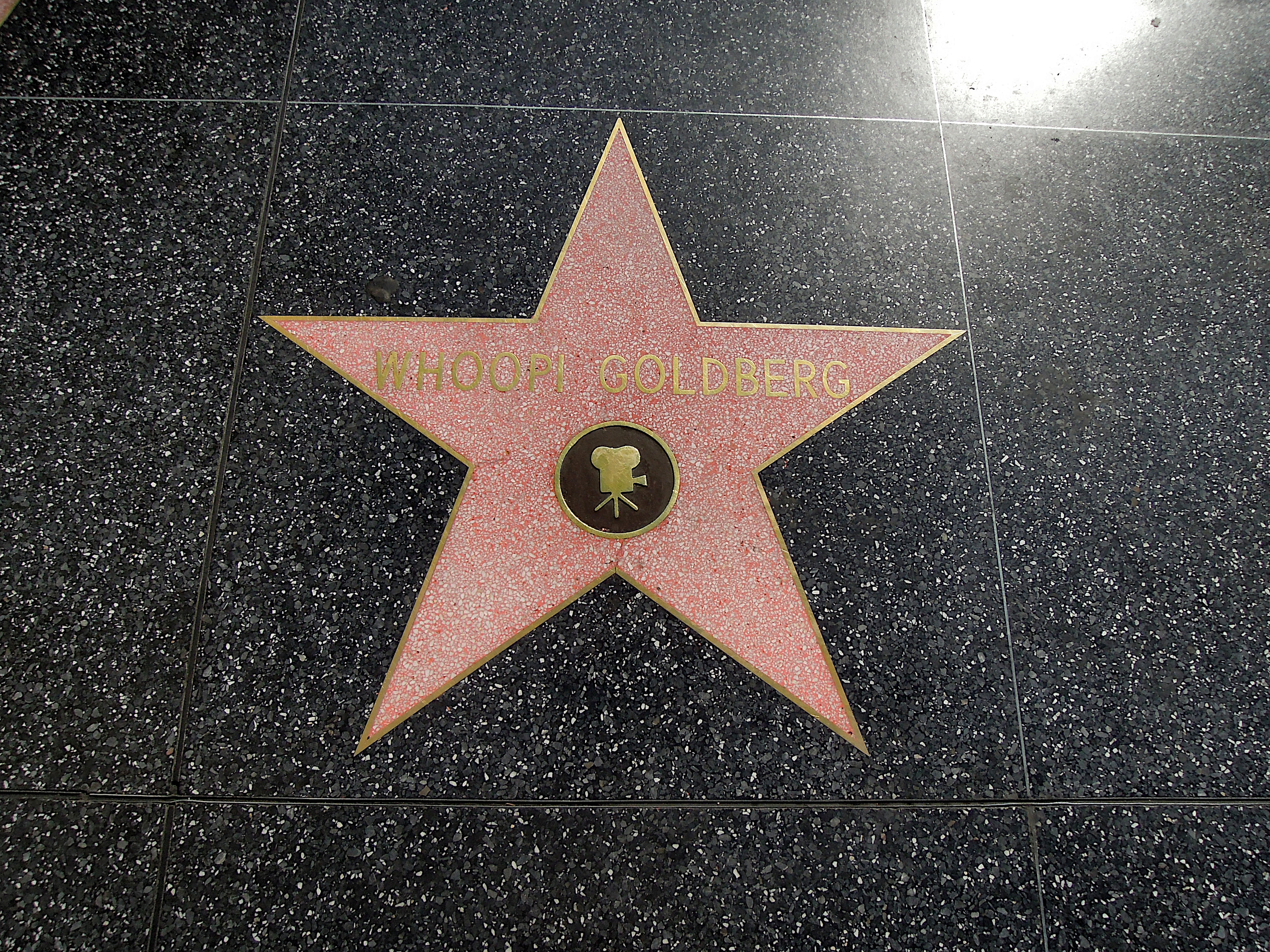
Estrella de Whoopi Goldberg en el Paseo de la Fama de Hollywood (Estados Unidos)

### Años 2010
En 2012 participó en tres capítulos de la tercera temporada, y dos de la cuarta, en Glee, interpretando a Carmen Tibideaux, decano encargada de reclutar nuevos estudiantes para NYADA. (New York Academy of the Dramatic Arts).

### Años 2020
En enero de 2022 Goldberg dijo en su programa que el Holocausto "no se trataba de raza", lo que causó polémica. Posteriormente se disculpó, pero aún a pesar de su disculpa fue suspendida indefinidamente de la cadena por sus palabras sobre el Holocausto. En diciembre volvió a disculparse, esta vez por haber dicho que no había forma de determinar si alguien era judío a simple vista.

## Vida personal

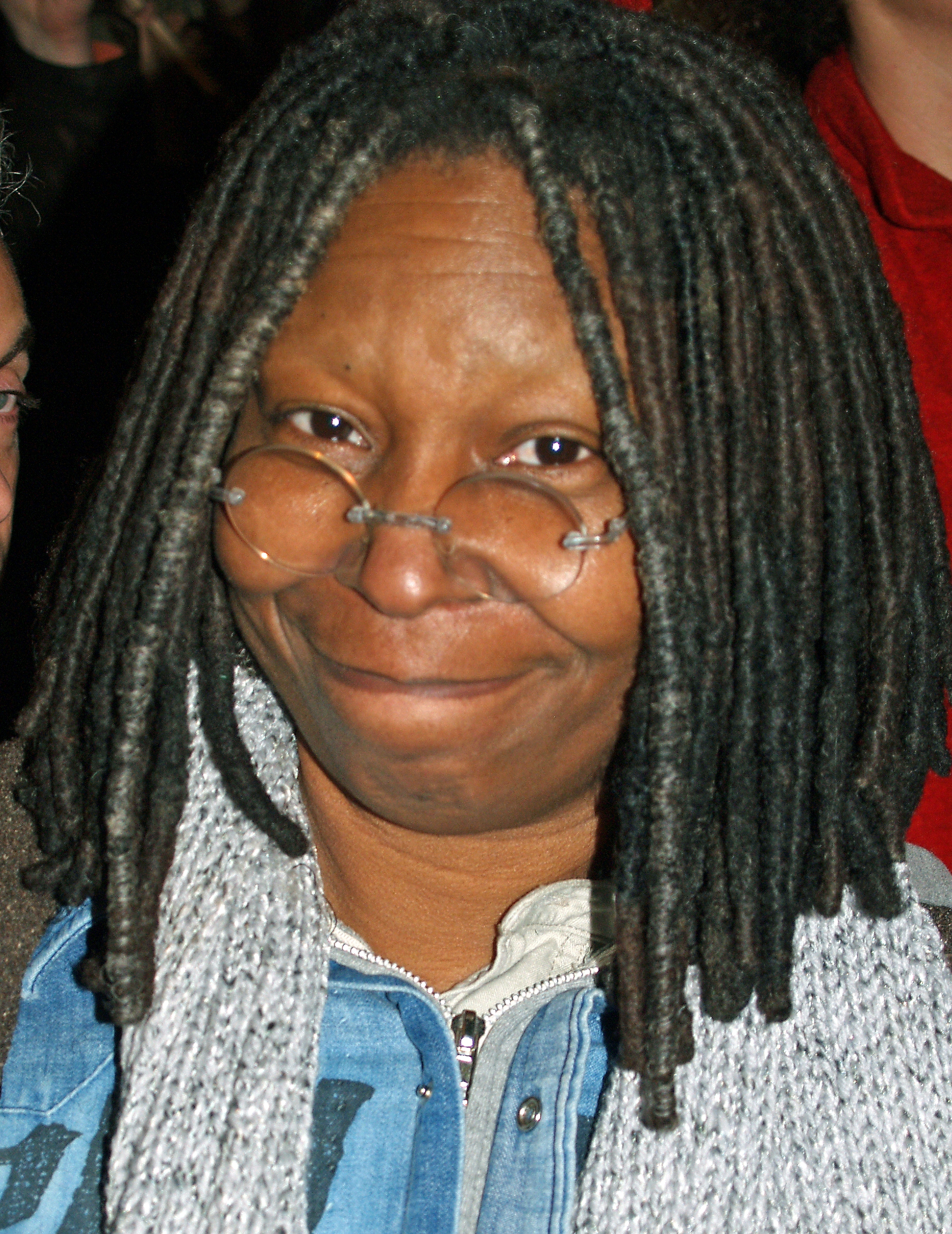
Goldberg en una marcha contra la Proposición 8 en Nueva York (2008)

Goldberg se casó por primera vez con Alvin Martin, en 1973. Su primera y única hija, Alexandrea Martin, nació el mismo año en el que ellos contrajeron matrimonio.  Se divorció en 1979. Tiene tres nietos de su hija Alexandrea: Amarah Skye (1989), Jerzey (1995) y Mason (1999).
En 1986, se casó con el cineasta David Claessen, de quien se separó dos años más tarde. En 1994, contrajo matrimonio con el actor Lyle Trachtenberg, de quien se divorció al año siguiente. Mantuvo noviazgos con los actores Frank Langella y Ted Danson.
En un examen de rutina practicado por ella misma, confirmó que había dado positivo de COVID-19.

## Filmografía

### Cine
| Año  | Película                                            | Papel                              | Notas y premios |
| ---- | --------------------------------------------------- | ---------------------------------- | --- |
| 1982 | Citizen: I'm Not Losing My Mind, I'm Giving It Away |                                    | |
| 1985 | El color púrpura                                    | Celie Johnson                      | Nominada al premio Óscar como "Mejor actriz" |
| 1986 | Jumpin' Jack Flash                                  | Terry Dolittle                     | |
| 1987 | Repairs                                             | La voz                             | |
| 1987 | Burglar                                             | Bernice Rhodenbarr                 | |
| 1987 | Fatal Beauty                                        | Rita Rizzoli                       | |
| 1988 | The Telephone                                       | Vashti Blue                        | |
| 1988 | Clara's Heart                                       | Clara Mayfield                     | |
| 1989 | Homer and Eddie                                     | Eddie Cervi                        | |
| 1990 | Ghost                                               | Oda Mae Brown                      | Gana el premio Oscar como mejor actriz de reparto |
| 1990 | The Long Walk Home                                  | Odessa Cotter                      | |
| 1991 | Blackbird Fly                                       |                                    | |
| 1991 | House Party 2                                       | Profesora                          | |
| 1992 | Sister Act                                          | Deloris Van Cartier/ Mary Clarence | Ganó el premio American Comedy por "Mejor actriz de comedia" Ganó el premio Image por "Mejor actriz" Nominada al premio Globo de Oro por "Mejor actriz - Comedia o musical" Nominada al premio MTV por "Mejor actuación cómica" Nominada al premio MTV por "Mejor actriz" |
| 1992 | The Player                                          | Susan Avery                        | |
| 1992 | Sarafina!                                           | Mary Masembuko                     | |
| 1993 | National Lampoon's Loaded Weapon                    | Billy York                         | Cameo |
| 1993 | Naked in New York                                   |                                    | Cameo |
| 1993 | Made in America                                     | Sarah Mathews                      | |
| 1993 | Sister Act 2: Back in the Habit                     | Deloris Van Cartier/Mary Clarence  | |
| 1994 | El rey león                                         | Shenzi                             | Voz |
| 1994 | The Little Rascals                                  | Madre de Buckwheat                 | |
| 1994 | Corrina, Corrina                                    | Corrina Washington                 | |
| 1994 | Star Trek Generations                               | Guinan                             | Nominada al premio Saturn por "Mejor actriz secundaria" |
| 1994 | The Pagemaster                                      | Fantasía                           | Voz |
| 1995 | Boys on the Side                                    | Jane Deluca                        | |
| 1995 | Moonlight and Valentino                             | Sylvie Morrow                      | |
| 1995 | Theodore Rex                                        | Katie Coltrane                     | |
| 1996 | Eddie                                               | Edwina 'Eddie' Franklin            | |
| 1996 | Bordello of Blood                                   | Paciente de un hospital            | Cameo |
| 1996 | Bogus                                               | Harriet Franklin                   | |
| 1996 | The Associate                                       | Laurel Ayres                       | |
| 1996 | Ghosts of Mississippi                               | Myrlie Evers                       | |
| 1997 | A Christmas Carol                                   | Fantasma de las Navidades futuras  | Voz |
| 1997 | Destination Anywhere                                | Cabbie                             | |
| 1998 | Un argentino en New York                            | Tara McKee - Waitress              | Cameo en película latinoamericana |
| 1999 | Inocencia interrumpida                              | Valerie Owens                      | Junto con Winona Ryder y Angelina Jolie |
| 1999 | La leyenda mágica de los Leprechauns                | La Gran Banshee                    | Actriz secundaria |
| 2001 | Rat Race                                            | Vera Baker                         | |
|      | Call Me Claus                                       | Lucy Collins y Santa claus         | Protagonista |
| 2002 | Star Trek: némesis                                  | Guinan                             | No acreditada |
| 2004 | The Lion King 1½                                    | Shenzi                             | Voz |
| 2005 | Racing Stripes                                      | Frannie                            | Voz |
| 2005 | The Magic Roundabout                                |                                    | |
| 2006 | Doogal                                              |                                    | |
| 2006 | Everyone's Hero                                     | Darlin'                            | |
| 2006 | Farce of the Penguins                               | Helen                              | |
| 2007 | Homie Spumoni                                       | Thelma                             | |
| 2008 | Stream                                              | Jodi                               | |
| 2008 | Snow Buddies                                        |                                    | Voz |
| 2008 | Descendants                                         | Red Flower                         | Voz |
| 2009 | Madea Goes to Jail                                  | Ella misma                         | cameo |
| 2009 | Stream                                              | Jodi                               | |
| 2010 | Toy Story 3                                         | Stretch                            | Voz |
| 2010 | For Colored Girls                                   | Alice                              | |
| 2010 | Teenage Paparazzo                                   | Ella misma                         | |
| 2011 | A Little Bit of Heaven                              | Dios                               | |
| 2011 | Los Muppets                                         | Ella misma                         | Cameo |
| 2014 | Tortugas Ninja                                      | Sra. Thompson                      | Personaje secundario |
| 2014 | Top Five                                            | Ella misma                         | |
| 2014 | Soltera a los 40                                    | Fleeta Mullins                     | |
| 2017 | The Truth is in the Stars                           | Ella misma                         | |
| 2017 | Sammy Davis, Jr.: I’ve Gotta Be Me                  | Ella misma                         | |
| 2017 | 9/11                                                | Metzie                             | |
| 2018 | Nobody's Fool                                       | Tonia                              | |
| 2023 | Ezra                                                | TBA                                | |
| 2024 | Outlaw Posse                                        | Mary                               | |

### Televisión
| - Whoopi Goldberg: Direct from Broadway (programa especial, 1985) - Moonlighting – Episodio titulado "Camille" (1986) como Camille Brand - Carol, Carl, Whoopi, and Robin (programa especial, 1987) - The Dolly Parton Show (1987) - Whoopi Goldberg: Fontaine... Why Am I Straight (programa especial, 1988) - Star Trek: The Next Generation (varias apariciones, 1988-1993) como Guinan - My Past Is My Own (1989) - Kiss Shot (1989) como Sarah Collins - Bagdad Cafe (comedia de situación) (1990-1991) como Brenda - Captain Planet and the Planeteers (1990-1992) como Gaia (voz) - Defenders of Dynatron City (1992) (cortometraje) como la Sta.Megawatt - The Whoopi Goldberg Show (programa de entrevistas, 1992-1993) - The Sunshine Boys (telefilme, 1995) como la enfermera - Happily Ever After: Fairy Tales for Every Child – Episodios titulados "Mother Goose" y "Rapunzel" (1995 y 1997) - Tracey Takes On... – Episodio titulado "Supernatural" (1997) como Dios (voz) - In the Gloaming (telefilme, 1997) como Myrna - Mother Goose: A Rappin' and Rhymin' Special (telefilme, 1997) como Gooseberg (voz) - Cinderella (telefilme, 1997) como la Reina Constantina - Saturday Night Live (1998) (cameo) - The Nanny – Episodio titulado "The Pre-Nup" (1998) como Edna - A Knight in Camelot (telefilme, 1998) como Vivien Morgan | - The Hollywood Squares (cuadrado central entre 1998 y 2002) - "The Nanny" Episodio 8 "divirtiendose" (1999) como Ella misma - Alicia en el país de las maravillas (telefilme, 1999) - Jackie's Back! (telefilme, 1999) - Foxbusters (1999) - The Magical Legend of the Leprechauns (telefilme, 1999) - Strong Medicine (varias apariciones, 2000) como la Dra. Lydia Emerson - What Makes a Family (telefilme, 2001) como Terry Harrison - Call Me Claus (telefilme, 2001) como Lucy Cullins - Madeline: My Fair Madeline (telefilme, 2001) como la Sta.Clavel (voz) - It's a Very Merry Muppet Christmas Movie (telefilme, 2002) (cameo) - Absolutely Fabulous – Episodio titulado "Gay" (2002) como Goldie - Freedom: A History of Us (serie documental, 2003) - Liberty's Kids: Est. 1776 (2002-2003) como Deborah Samson y Robert Shurtleff (voz) - Good Fences (telefilme, 2003) como Mabel Spader - Littleburg (2004) (serie cancelada después de cinco capítulos) - Whoopi (comedia de situación, 2003-2004) como Mavis Rae - Whoopi: Back to Broadway - The 20th Anniversary (programa especial, 2005) - Law & Order: Criminal Intent – Episodio titulado "To the Bone" (2006) como Chesley Watkins - Everybody Hates Chris – Episodios titulados "Everybody Hates a Liar" y "Everybody Hates Rejection" (2006) como Louise Clarkson - The View (programa de entrevistas, 2007-actualidad) - Entourage – Episodio titulado "Fire Sale" (2008) (cameo) - A Muppets Christmas: Letters to Santa (telefilme, 2008) (cameo) - The Cleaner (varias apariciones, 2009) como Paulina Kmec - Glee (Fox, 2012) Cinco apariciones. Episodios: Choke, Props, Nationals, The New Rachel, Swan Song. (Carmen Tibedeaux) - Law and Order SVU (2015) the episode, "Institutional Fail," como Janette Grayson - Descendants 2 (2017) como Voz de Úrsula - Summer Camp Island (2018-2023) como Barb la elfo (voz) - Scooby-Doo and Guess Who?, "Episodio 14," como ella misma. (2019) - Star Trek Picard, "Episodio 2," como Guinan. (2022) |

### Teatro
Broadway
- Whoopi Goldberg (espectáculo unipersonal, 1984-1985) (protagonista y guionista)
- A Funny Thing Happened on the Way to the Forum (musical, 1996-1998) como Prologus y Pseudolus
- Funny Girl (concierto benéfico, 23 de septiembre de 2002) como Fanny Brice
- Thoroughly Modern Millie (musical, 2002-2004) (productora)
- Ma Rainey's Black Bottom (tragedia, 2003) (protagonista y productora) como Ma Rainey
- Whoopi (espectáculo unipersonal, 2004-2005) (protagonista y guionista)
- Children and Art (obra benéfica, 21 de marzo de 2005)
- Xanadú (musical, 2008) como Afrodita

Londres
- Sister Act: The Musical (2010) (productora)

## Premios y nominaciones
Premios Óscar
| Año  | Categoría               | Película         | Resultado |
| ---- | ----------------------- | ---------------- | --------- |
| 1986 | Mejor actriz            | The Color Purple | Nominada  |
| 1991 | Mejor actriz de reparto | Ghost            | Ganadora  |

Premios BAFTA
| Año  | Categoría               | Película | Resultado |
| ---- | ----------------------- | -------- | --------- |
| 1991 | Mejor actriz de reparto | Ghost    | Ganadora  |

Premios Globo de Oro
| Año  | Categoría                        | Película         | Resultado |
| ---- | -------------------------------- | ---------------- | --------- |
| 1986 | Mejor actriz - Drama             | The Color Purple | Ganadora  |
| 1991 | Mejor actriz de reparto          | Ghost            | Ganadora  |
| 1993 | Mejor actriz - Comedia o musical | Sister Act       | Nominada  |

Premios Primetime Emmy
| Año  | Categoría                                                           | Película                             | Resultado |
| ---- | ------------------------------------------------------------------- | ------------------------------------ | --------- |
| 1986 | Mejor actriz invitada - Serie dramática                             | Moonlighting                         | Nominada  |
| 1991 | Mejor actriz invitada - Serie de comedia                            | A Different World                    | Ganador   |
| 1994 | Mejor performance individual en un programa musical o de variedades | 66º Premios Óscar                    | Nominada  |
| 1996 | Mejor performance individual en un programa musical o de variedades | 68º Premios Óscar                    | Nominada  |
| 1996 | Mejor performance individual en un programa musical o de variedades | Comic Relief VII                     | Nominada  |
| 2005 | Mejor performance individual en un programa musical o de variedades | Whoopi: Back to Broadway             | Nominada  |
| 2009 | Mejor programa especial                                             | Premios Tony de 2008                 | Nominada  |
| 2014 | Mejor documental o especial de no-ficción                           | Whoopi Goldberg Presents Moms Mabley | Nominada  |
| 2014 | Mejor narrador                                                      | Whoopi Goldberg Presents Moms Mabley | Ganador   |

Premios Grammy
| Año  | Categoría              | Trabajo                                       | Resultado |
| ---- | ---------------------- | --------------------------------------------- | --------- |
| 1986 | Mejor álbum de comedia | Whoopi Goldberg Original Broadway Show Record | Ganadora  |

Premios Tony
| Año  | Categoría     | Trabajo                  | Resultado |  |
| ---- | ------------- | ------------------------ | --------- |  |
| 2002 | Mejor musical | Thoroughly Modern Millie | Ganadora  |  |